# Bronisław Świderski
Bronisław Świderski (ur. 19 kwietnia 1946 w Łodzi) – polski pisarz, eseista, tłumacz.

## Życiorys
Od 1950 mieszkał z rodzicami w Warszawie. Jest absolwentem XXXIV Liceum Ogólnokształcącego (1964). Po maturze studiował krótko polonistykę, a w 1966
rozpoczął studia na Wydziale Socjologii i Filozofii Uniwersytetu Warszawskiego. Należał do Związku Młodzieży Socjalistycznej, z którego został wykluczony w 1967. Uczestniczył w protestach studenckich marca 1968, za co został wcielony do wojskowej kompanii karnej, a w kwietniu tegoż roku relegowany ze studiów. W lutym 1970 wyjechał na stałe do Danii. Tam studiował na Uniwersytecie Kopenhaskim, równocześnie utrzymując się z prac fizycznych, w 1977 obronił pracę magisterską. W latach 1980–1994 pracował w Instytucie Slawistyki Uniwersytetu w Kopenhadze, równocześnie współpracując z Centrum Badawczym Sørena Kierkegaarda m.in. jako tłumacz.
Na emigracji publikował prace poświęcone Polsce, od 1990 również w czasopismach krajowych, od 1993 także prozę, m.in. Res Publice, Res Publice Nowej, Życiu Warszawy, Tekstach Drugich, Przeglądzie Politycznym, Zeszytach Literackich, Znaku, Literaturze na Świecie, Rzeczpospolitej, Tygodniku Powszechnym, Krytyce Politycznej, Czasie Kultury, Kronosie.
W 1998 opublikował powieść Słowa obcego, która otrzymała nagrodę w konkursie Wydawnictwa „Znak” i została nominowana do Nagrody Literackiej Nike. Za kolejną powieść, wydanego w 2007 Asystenta śmierci został również nominowany do Nagrody Literackiej Nike oraz Nagrody Literackiej Gdynia
Od 1998 jest członkiem Stowarzyszenia Pisarzy Polskich.

## Publikacje

### Książki własne
- Revolutionen som dialog. Die polske konspiratorer imod Rusland 1861-1864 (wyd. Københavns Universitets Slaviske Institut, Kopenhaga 1981)
- Autobiografie (wyd. Oficyna Poetów i Malarzy, wyd. Londyn 1981)
- Polen efter 1945. En bibliografii over informationsmidler (wyd. Københavns Universitets Slaviske Institut, Kopenhaga 1984)
- Myth and Scholarship. University students and political development in XIX century Poland (wyd. C.A. Reitzel, Kopenhaga 1988)
- Gdańsk i Ateny. O demokracji bezpośredniej w Polsce (wyd. IFiS PAN, Warszawa 1996)
- Słowa obcego (wyd. Znak, Kraków 1998) - nominacja do Nagrody Literackiej Nike 1999[2].
- Asystent śmierci (, wyd. W.A.B., Warszawa 2007) - finał Nagrody Literackiej Nike 2008[3] i nominacja do Nagrody Literackiej Gdynia 2008[4].
- Kiedy mogę zabić. Dyskusje o kulturze i przemocy (wyd. Wojewódzkiej Biblioteki Publicznej i Centrum Animacji Kultury, Poznań 2012)
- Czepiam się Kierkegaarda (wyd. Fundacja Augusta hrabiego Cieszkowskiego, Warszawa 2015, w serii Biblioteka Kwartalnika Kronos)

### Tłumaczenia
- Søren Kierkegaard Powtórzenie. Próba psychologii eksperymentalnej przez Constantina Constantinusa (wyd. Fundacja Aletheia, Warszawa 1992)
- Søren Kierkegaard Powtórzenie. Przedmowy (wyd. W.A.B, Warszawa 2000)